# Żydowo Wąskotorowe
Żydowo Wąskotorowe - dawny przystanek kolei wąskotorowej w Żydowie, w województwie wielkopolskim, w Polsce. Otwarty w 1898; zamknięty w 1976.